# Yatsugatake South Base Observatory
Il Yatsugatake South Base Observatory è un osservatorio astronomico ottico situato a Hokuto nella prefettura di Yamanashi, in Giappone.
La sua vicinanza alla grande area di Tokio fa sì che la struttura venga frequentemente utilizzata e ciò ha favorito la scoperta di molti asteroidi. Il prolifico astrofilo Yoshio Kushida oltre ad avere scoperto numerosi asteroidi vi effettua anche ricerche sui fenomeni naturali che precedono i terremoti.
Al monte su cui è situato l'osservatorio è stato dedicato l'asteroide della fascia principale 4033 Yatsugatake, scoperto dagli astronomi giapponesi Masaru Inoue e Osamu Muramatsu nel 1986. La denominazione è stata riconosciuta ufficialmente dal Minor Planet Center il 20 maggio 1989.
Il suo codice MPC è 896.